# Grand Prix Kanady 1979
Grand Prix Kanady 1979 (oryg. Grand Prix du Canada) – 14. runda Mistrzostw Świata Formuły 1 w sezonie 1979, która odbyła się 30 września 1979, po raz drugi na torze Circuit Gilles Villeneuve.
18. Grand Prix Kanady, 12. zaliczane do Mistrzostw Świata Formuły 1.

## Klasyfikacja
| Legenda oznaczeń w tabelach wyników Wyświetl szablon na nowej stronie | Legenda oznaczeń w tabelach wyników Wyświetl szablon na nowej stronie                                                                     |
| Oznaczenie                                                            | Wyjaśnienie |
| --------------------------------------------------------------------- | --- |
| Złoty                                                                 | Zwycięzca lub mistrzostwo |
| Srebrny                                                               | 2. miejsce lub wicemistrzostwo |
| Brązowy                                                               | 3. miejsce lub II wicemistrzostwo |
| Zielony                                                               | Ukończył, punktował (w klasyfikacji generalnej, gdy zdobył co najmniej jeden punkt na przestrzeni sezonu, poza trzema powyższymi opcjami) |
| Niebieski                                                             | Ukończył, nie punktował (w klasyfikacji generalnej, gdy nie zdobył co najmniej jednego punktu na przestrzeni sezonu)                      |
| Czerwony                                                              | Nie zakwalifikował się (NZ) |
| Czerwony                                                              | Nie prekwalifikował się (NPK) |
| Różowy                                                                | Nie ukończył (NU) |
| Różowy                                                                | Niesklasyfikowany (NS) (w klasyfikacji generalnej, gdy nie został sklasyfikowany w żadnym wyścigu sezonu)                                 |
| Czarny                                                                | Zdyskwalifikowany (DK) |
| Czarny                                                                | Wykluczony (WYK/EX) |
| Biały                                                                 | Nie wystartował (NW) |
| Biały                                                                 | Kontuzjowany (K/INJ) |
| Biały                                                                 | Wyścig odwołany (OD/C) |
| Bez koloru                                                            | Został wycofany (WYC/WD) |
| Bez koloru                                                            | Nie przybył (NP/DNA) |
| Bez koloru                                                            | Nie brał udziału w treningach (NT/DNP) |
| Bez koloru                                                            | Nie został zgłoszony (–) |
| Pogrubienie                                                           | Start z pole position |
| Kursywa                                                               | Najszybsze okrążenie wyścigu |
| †                                                                     | Nie ukończył, ale jego rezultat został zaliczony ze względu na przejechanie więcej niż 90% dystansu wyścigu.                              |
| *                                                                     | Sezon w trakcie |
| 1/2/3                                                                 | Punktowana pozycja w sprincie kwalifikacyjnym                                                                                             |
| Lista systemów punktacji Formuły 1                                    | |

| Pos | No | Kierowca              | Konstruktor     | Okrążeń | Czas/powód NU    | Poz. Start. | Punktów |
| --- | -- | --------------------- | --------------- | ------- | ---------------- | ----------- | ------- |
| 1   | 27 | Alan Jones            | Williams-Ford   | 72      | 1:52:06.892      | 1           | 9       |
| 2   | 12 | Gilles Villeneuve     | Ferrari         | 72      | +1.080 sek.      | 2           | 6       |
| 3   | 28 | Clay Regazzoni        | Williams-Ford   | 72      | +1:13.656        | 3           | 4       |
| 4   | 11 | Jody Scheckter        | Ferrari         | 71      | +1 okrążenie     | 9           | 3       |
| 5   | 3  | Didier Pironi         | Tyrrell-Ford    | 71      | +1 okrążenie     | 6           | 2       |
| 6   | 7  | John Watson           | McLaren-Ford    | 70      | +2 Okrążeń       | 17          | 1       |
| 7   | 5  | Ricardo Zunino        | Brabham-Ford    | 68      | +4 Okrążeń       | 17          |         |
| 8   | 14 | Emerson Fittipaldi    | Fittipaldi-Ford | 67      | +5 Okrążeń       | 15          |         |
| 9   | 17 | Jan Lammers           | Shadow-Ford     | 67      | +5 Okrążeń       | 21          |         |
| 10  | 1  | Mario Andretti        | Lotus-Ford      | 66      | Brak paliwa      | 10          |         |
| NU  | 6  | Nelson Piquet         | Brabham-Ford    | 61      | Skrz. biegów     | 4           |         |
| NU  | 36 | Vittorio Brambilla    | Alfa Romeo      | 52      | Probl. z paliwem | 18          |         |
| NU  | 25 | Jacky Ickx            | Ligier-Ford     | 47      | Skrz. biegów     | 16          |         |
| NU  | 4  | Jean-Pierre Jarier    | Tyrrell-Ford    | 33      | Silnik           | 13          |         |
| NU  | 33 | Derek Daly            | Tyrrell-Ford    | 28      | Silnik           | 24          |         |
| NU  | 31 | Héctor Rebaque        | Rebaque-Ford    | 26      | Podwozie         | 22          |         |
| NU  | 15 | Jean-Pierre Jabouille | Renault         | 24      | Hamulce          | 7           |         |
| NU  | 18 | Elio de Angelis       | Shadow-Ford     | 24      | Zapłon           | 23          |         |
| NU  | 2  | Carlos Reutemann      | Lotus-Ford      | 23      | Zawieszenie      | 11          |         |
| NU  | 29 | Riccardo Patrese      | Arrows-Ford     | 20      | Wypadł z toru    | 14          |         |
| NU  | 8  | Patrick Tambay        | McLaren-Ford    | 19      | Silnik           | 20          |         |
| NU  | 16 | René Arnoux           | Renault         | 14      | Wypadek          | 8           |         |
| NU  | 9  | Hans Joachim Stuck    | ATS-Ford        | 14      | Wypadek          | 12          |         |
| NU  | 26 | Jacques Laffite       | Ligier-Ford     | 10      | Silnik           | 5           |         |
| NZ  | 30 | Jochen Mass           | Arrows-Ford     |         |                  |             |         |
| NZ  | 22 | Marc Surer            | Ensign-Ford     |         |                  |             |         |
| NZ  | 20 | Keke Rosberg          | Wolf-Ford       |         |                  |             |         |
| NZ  | 19 | Alex Ribeiro          | Fittipaldi-Ford |         |                  |             |         |
| NZ  | 24 | Arturo Merzario       | Merzario-Ford   |         |                  |             |         |
| WD  | 5  | Niki Lauda            | Brabham-Ford    |         |                  |             |         |